# 오바스테역
오바스테역(일본어: 姨捨駅)은 일본 나가노현 지쿠마시에 있는, 동일본 여객철도의 철도역이다. 시노노이 선이 지나간다.
해발 551m 고도에 위치한 역으로, 스위치백 형식으로 지어졌다.

## 역 구조
상대식 2면 2선 구조의 지상역으로 역 끝에 스위치백이 있다. 역쪽의 본선은 이나리야마 역 방향에서 가무리키 터널 쪽까지 25퍼밀의 상향 경사 구간이다. 또 스위치백의 인상선도 25퍼밀의 경사 구조이다. 본선은 통과용이기 때문에 승강장을 따로 설치하지 않았으며, 본선 옆쪽 언덕에 승강장이 있다. 오바스테 역에 정차하는 마쓰모토 방향 열차들은 언덕 위로 난 대피선을 따라 승강장으로 진입하며, 특급 등의 통과 열차는 스위치백 구간에서 방향을 돌린 뒤 오바스테 역을 거치지 않고 옆으로 난 단선 형태의 본선을 타고 마쓰모토 방향으로 바로 통과한다.
역사는 1934년에 완성되었고, 2010년에 개축했다. 시노노이역이 관리하는 무인역이다.

### 승강장
| 1 | ■ 시노노이 선 | 시노노이 · 나가노 방면   |
| 2 | ■ 시노노이 선 | 마쓰모토 · 시오지리 방면 |

## 역세권 정보
- 오바스테 산(가무리키 산)

## 역사
- 1900년 11월 1일 - 일본국유철도 시노노이 선의 역으로 개업했다.
- 1987년 4월 1일 - 민영화에 따라 동일본 여객철도의 소속이 되었다.

## 인접역
| 동일본 여객철도 시노노이 선 | 동일본 여객철도 시노노이 선 | 동일본 여객철도 시노노이 선       |
| --------------------------- | --------------------------- | --------------------------------- |
| 가무리키 시오지리 방면      | ■ 보통                      | 이나리야마 시노노이 · 나가노 방면 |